# Penstemon calycosus
Espèce
Penstemon calycosus  est une espèce de plantes de la famille des Plantaginacées, originaire d'Amérique du Nord. Elle est connue sous le nom de       Calico Beardtongue ou  LongSepal Beardtongue en anglais.

## Description
Cette espèce est pérenne, relativement répandue qui peut atteindre 120cm de haut. Les fleurs sont généralement de couleur lavande.